# Paola Majano
Paola Majano (Chieti, 2 novembre 1962) è una doppiatrice italiana.

## Biografia
È figlia del regista Anton Giulio Majano e dell'attrice Maresa Gallo, nonché sorella della dialoghista Barbara Majano.
È la voce di T.J. Detweiler nella serie Ricreazione e nei film.

## Televisione
- La fiera della vanità, regia di Anton Giulio Majano - miniserie TV, episodio 1x04 (1967)

## Doppiaggio

### Film
- Laura Carmichael in Downton Abbey, Downton Abbey II - Una nuova era
- Angelina Jolie in Playing God
- Jason James Richter in La storia infinita 3
- Maria Simon in Good Bye, Lenin!
- Karen Lancaume in Baise moi - Scopami
- Rachel Bilson in Jumper - Senza confini
- Kevin Zegers in Air Bud - Campione a quattro zampe
- Josh Flitter in Air Buddies - Cuccioli alla riscossa
- Rachel True in Giovani streghe
- Rachel Nichols in La rivincita del campione
- Robin Tunney in In viaggio verso il mare
- Vicky Krieps in Millennium - Quello che non uccide
- Regina King ne L'università dell'odio
- Dante Basco in Il genio del cinema
- Kenneth Brown in P.U.N.K.S.
- Evan Silverberg in Happiness - Felicità
- Alia Shawkat in Benvenuti a Cedar Rapids
- Alexia Portal in Racconti d'autunno
- Katherine Moennig in The Lincoln Lawyer
- Rose Byrne in La dea del '67
- Miriam Hyman in Il sole è anche una stella
- Maya Rudolph in C'era una volta un'estate
- Lindy Booth in Teenage Space Vampires
- Lisa Harrow in Creature grandi e piccole
- Vanessa David in Nelle tue mani
- Marilou Berry in Separati ma non troppo
- Eliza Szonart in The Dish
- Julie-Marie Parmentiere in Marie-Jo e i suoi due amori
- Laura Smet in L'ora zero
- Thien Le Dihn in Quando gli elefanti volavano
- Ulrike Kriener in Benvenuto in Germania!
- Branka Katić in Im Juli
- Melina Petriela in El abrazo partido - L'abbraccio perduto
- Renée Frenchin in Coffee and Cigarettes
- Premsinee Ratanasopha in Bangkok Dangerous
- Camille Chamoux in La prima vacanza non si scorda mai
- Elizabeth Marvel in Notizie dal mondo
- Judith Scott in Fino all'ultimo indizio
- Jameson Baltes in Un fantasma per amico
- Geri Halliwell in Gran Turismo - La storia di un sogno impossibile
- Alma Pöysti in Un giorno e mezzo
- Lola Dueñas in Bird Box Barcellona

### Film d'animazione
- Phillip DeVille in Rugrats - Il film, I Rugrats a Parigi - Il film
- T.J. Detweiler in Ricreazione - La scuola è finita, Ricreazione: Un nuovo inizio
- Kanako / Donna Ragno in Wicked City - La città delle bestie
- Tom Sawyer in Tom Sawyer
- Hajime Amamori in Millennia, la regina dei mille anni
- Sue ne Il vento dell'Amnesia
- Tony in Fievel - Il tesoro dell'isola di Manhattan
- Mepple in Pretty Cure Max Heart 2 - Amici per sempre
- Trunks in Dragon Ball Z - Sfida alla leggenda (primo doppiaggio)
- Albertina in Seconda stella a sinistra
- Lorena in Pilù, l'orsacchiotto con il sorriso all'ingiù
- Ikuko Tsukino in Pretty Guardian Sailor Moon Cosmos - Il film
- Tragotto ne I Magicanti e i tre elementi
- Pisellino ne Il viaggio di Natale di Braccio di Ferro
- Coffret in HeartCatch Pretty Cure! - Un lupo mannaro a Parigi
- Madre ne La principessa e il drago
- Sig.ra Willoughby ne La famiglia Willoughby
- Gloria Matienne ne L'elefante del mago
- Jack ne Viaggio a Toyland

### Serie televisive
- Neslihan Yeldan in Cherry Season - La stagione del cuore, Love Is in the Air
- Emily Bett Rickards in Arrow, The Flash
- Rachel Bilson in The O.C., Hart of Dixie
- Nora Zehetner in Heroes
- Drea de Matteo in I Soprano
- Nicole de Boer in Star Trek: Deep Space Nine
- Cecilia Freire in Fisica o chimica
- Parminder Nagra, Kellie Martin e Lynn A. Henderson in E.R. - Medici in prima linea
- Diane Neal in Law & Order - Unità vittime speciali
- Sally Wheeler in Due gemelle e una tata
- Lauren German in Chicago Fire
- Esra Dermancıoğlu in La notte nel cuore
- Trieste Kelly Dunn in Blindspot
- Manuela Velasco in Velvet (st. 3-4)
- Regina Hall in Law & Order: LA
- Franziska Weisz in Last Cop - L'ultimo sbirro
- Artemis Pebdani in Son of Zorn
- Teryl Rothery in Virgin River[1]
- Jason Drucker in Emma una strega da favola[2]
- Ingrid Martz in Love Divina
- Ilenia Antonini in Chica vampiro
- Florencia Ortiz in Il mondo di Patty
- Therica Wilson-Read in The Witcher
- Laura Carmichael in Downton Abbey
- Nadine Ellis in Greenhouse Academy
- Anna Madeley in Creature grandi e piccole - Un veterinario di provincia
- Vanessa Aspillaga in Only Murders in the Building
- Hong Chau in The Night Agent
- Meiko Kaji in Yu Yu Hakusho

### Serie animate
- Phil in I Rugrats, I Rugrats da grandi
- Peter Shepherd in Jumanji
- Spencer Cuordileone ne I Cuordileone
- Pel di Carota in Pel di Carota
- Kana Alberona, Nicola, Romeo e le bambole di Bixlow in Fairy Tail
- Kana Alberona in Fairy Tail: 100 Years Quest
- Katsuyu e Saiken in Naruto Shippuden
- Felicity Smoak in Vixen
- Kanata Saionji in UFO Baby
- Rex in PAW Patrol
- Timmy Turner e Remy Buxaplenty in Due fantagenitori
- Henrietta in Chip and Potato
- Megan Allman in God, the Devil and Bob
- Lucky ne La carica dei 101 - La serie
- Nonghiale ne Le incredibili avventure di Zorori
- Greta in Sylvanian Families
- Matt Ishida in Digimon Adventure
- Davis Motomiya in Digimon Adventure 02
- Takuya Kanbara in Digimon Frontier
- Mepple in Pretty Cure e Pretty Cure Max Heart
- Lallo ne La piccola Lulù
- Ling Ling in 3x3 occhi
- T.J. in Ricreazione
- Pantofola in Babalous
- Gilda l'oca in Coniglio Scompiglio
- Shitataare in Pretty Cure Splash Star
- Helga Pataki in Hey, Arnold!
- Kennosuke Tsurugi in Nadja
- Shere Khan cucciolo in Cuccioli della giungla
- Orwa in Skyland
- Yus Glynnhorn in Battle Spirits - Brave
- Ryoku in Piccole principesse Lil'Pri
- Señora Zapata ne Le avventure del gatto con gli stivali
- Agente Hoisenbacca in Buddy Thunderstruck
- V in Q-Force
- Coffret in HeartCatch Pretty Cure!
- Tod Ironside e Shadow Cimmerian (2ª voce) in Inazuma Eleven
- Elena (1ª voce) in Tre gemelle e una strega
- Ikuko Tsukino in Pretty Guardian Sailor Moon Crystal
- Venomya/Baba Yaga in World of Winx
- Lara in Max & Maestro
- Grenada in Battle Spirits - Sword Eyes
- Misaki Tachibana in Death Parade
- Mamma Coniglio in Peppa Pig
- Sevika in Arcane
- Asebi e Mickbell Tomas in Dungeon Food
- Turbo-Nonna in DanDaDan (ediz. Netflix)

### Videogiochi
- Rex in PAW Patrol: Gran Premio[3]

## Direttrice del doppiaggio
- Dungeon Food - serie animata
- Fairy Tail (ep. 1-226)